# Mugilogobius inhacae
Mugilogobius inhacae är en fiskart som först beskrevs av Smith, 1959.  Mugilogobius inhacae ingår i släktet Mugilogobius och familjen smörbultsfiskar. Inga underarter finns listade i Catalogue of Life.